# Bateau-Mouche

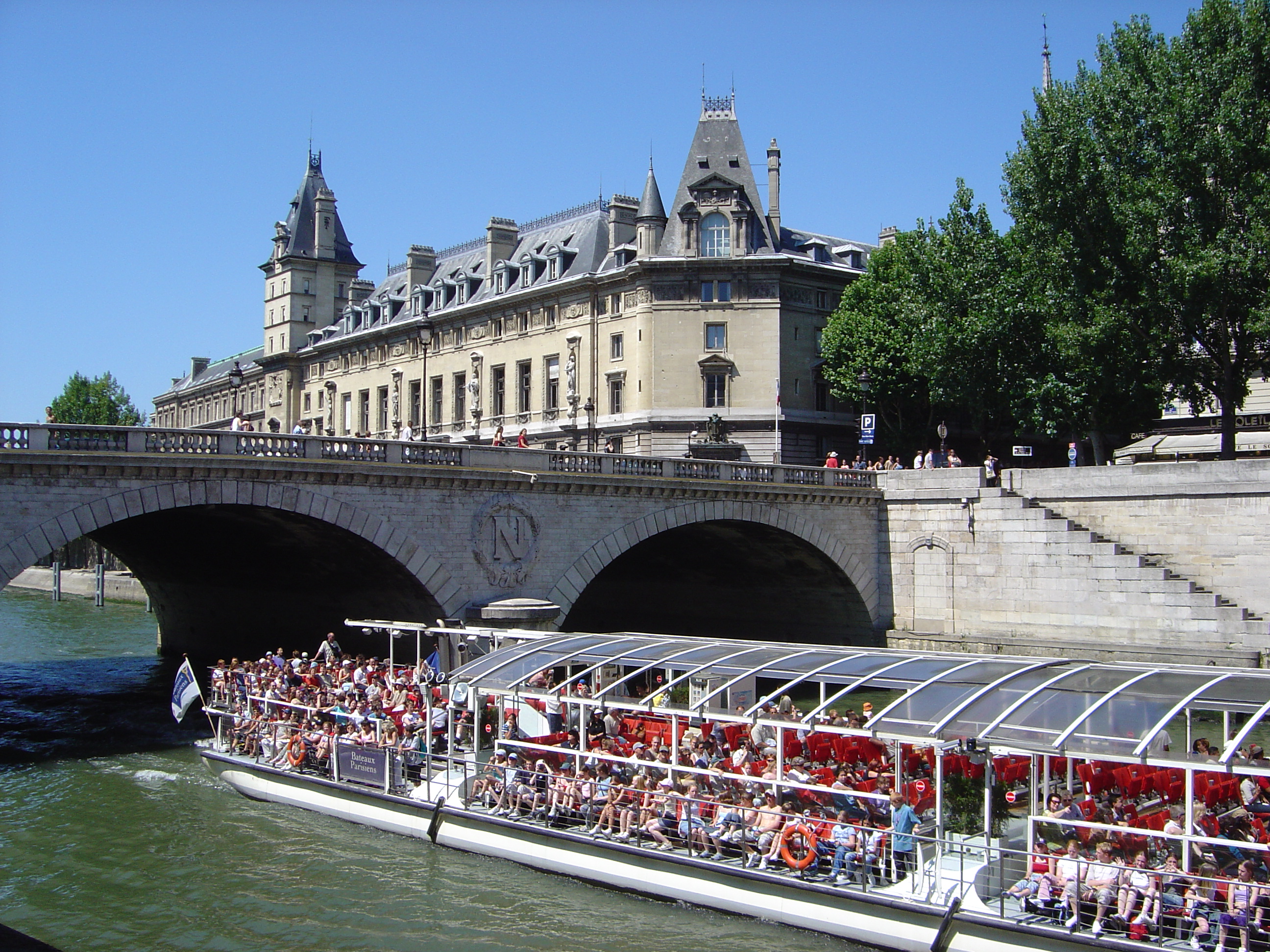
Bateau-mouche trên sông Seine

Bateau-Mouche là loại tàu chở khách du lịch chạy dọc sông Seine thuộc địa phận Paris. Đây là nhãn hiệu độc quyền của công ty Bateaux-Mouches (Compagnie des Bateaux-Mouches) và là hình ảnh tiêu biểu của dịch vụ du lịch Paris. Trong tiếng Pháp, bateau nghĩa là tàu còn mouche nghĩa là con ruồi.

## Tên gọi
Tên của công ty và nhãn hiệu tàu Bateau-Mouche xuất phát từ nơi đầu tiên sản xuất loại tàu du lịch ở Pháp, xưởng Félizate thuộc khu phố Mouche ở Lyon. Cái tên độc đáo này được người sáng lập hãng Bateaux-Mouches, Jean Bruel, đăng ký độc quyền năm 1949. Để mở chiến dịch quảng cáo cho công ty, Jean Bruel đã mua lại một trong những chiếc tàu hơi nước cuối cùng của Pháp (từng được trưng bày tại Triển lãm thế giới 1900), ông này còn nghĩ ra một nhà phát minh ảo tên là Jean-Sébastien Mouche, người được coi là phát minh ra các Bateau-Mouche.

## Đặc điểm
Những con tàu du lịch trên sông đầu tiên của Pháp được chế tạo năm 1862 tại Lyon. Đây là sản phẩm của công ty do Messieurs Plasson và Chaize sáng lập, thế hệ tàu này bắt đầu được hoạt động ở Lyon trên tuyến Mulatière - Vaise theo một sắc lệnh ra ngày 12 tháng 12 năm 1862.
Sau Thế chiến thứ hai, nhận thấy nhu cầu du lịch trên sông Seine của Paris là rất lớn khi mà dọc hai bên bờ sông ở khu trung tâm thành phố có rất nhiều công trình lịch sử và kiến trúc độc đáo (các công trình này về sau đã được UNESCO công nhận là Di sản thế giới), Jean Bruel  đã thiết kế những con tàu du lịch mới hoàn toàn theo phong cách tiền phong, các khoang chở khách hoặc được che bằng kính, hoặc nằm hoàn toàn ngoài trời để du khách có được tầm quan sát lớn nhất với cảnh vật hai bên bờ. Mỗi tàu thường có sức chứa tới vài trăm người, tàu dừng đón và trả khách tại cảng ở cầu Alma. Một hành trình trọn vẹn của Bateau-Mouche dài khoảng 1 giờ 10 phút, theo đó tàu đi vòng qua 3 đảo Île aux Cygnes, Île de la Cité và Saint-Louis và qua hầu hết các thắng cảnh ở bờ trái và bờ phải như tháp Eiffel, nhà thờ Đức Bà Paris, cầu Alexandre-III, Pont Neuf, bảo tàng Orsay và bảo tàng Louvre,...
Hiện nay công ty Bateaux-Mouches có 9 tàu chuyên dùng để du ngoạn và 5 tàu nhà hàng. Công ty hiện do con gái của Jean là Charlotte Bruel Matovic cùng chồng Radé Matovic quản lý.
Bên cạnh Bateaux-Mouches, còn nhiều công ty khác cũng vận hành các tàu du lịch theo tuyến sông Seine, như Bateaux Parisiens, Batobus và Vedettes du Pont Neuf.

## Hình ảnh

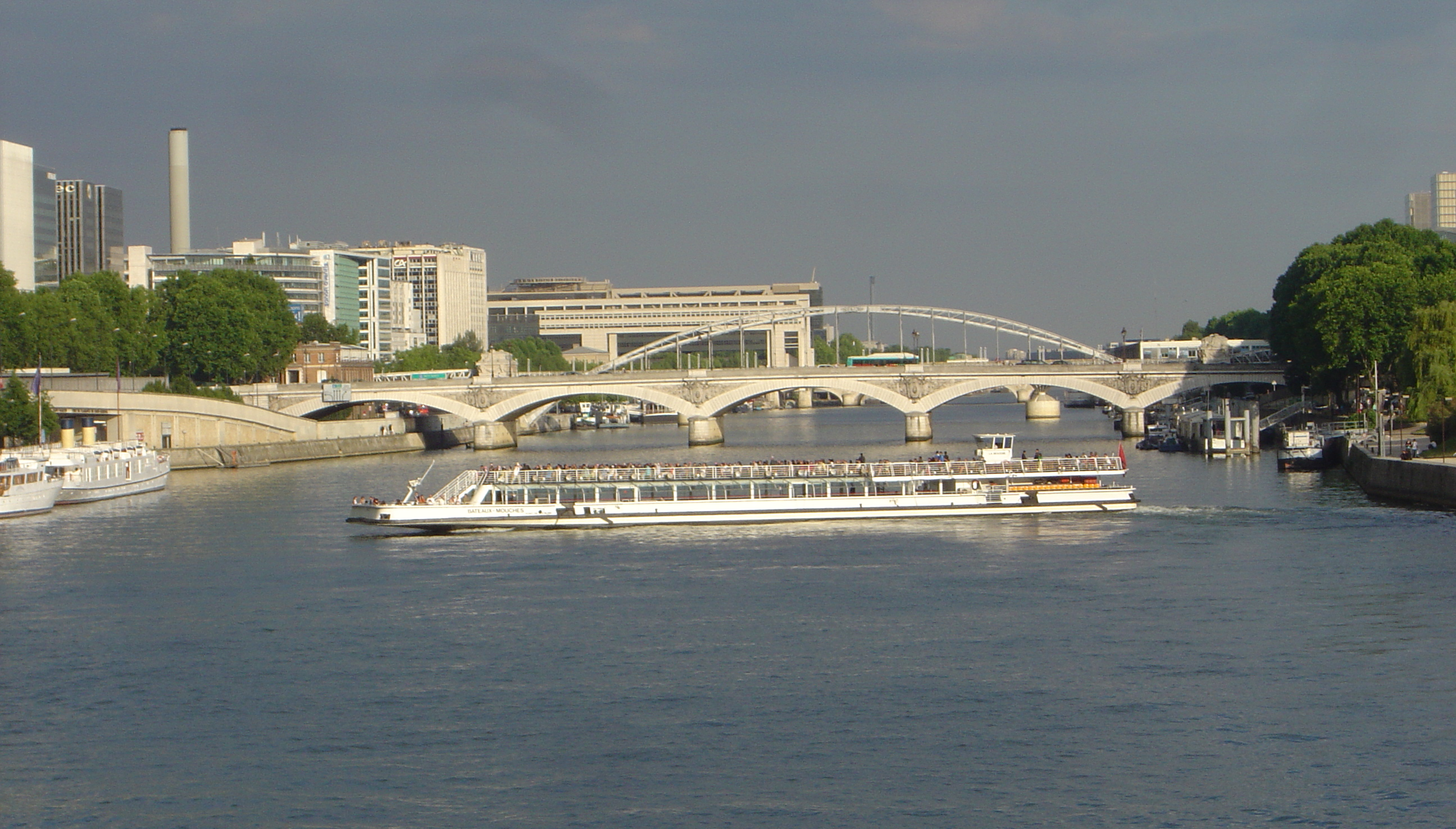
Bateau-Mouche, phía sau là cầu Austerlitz
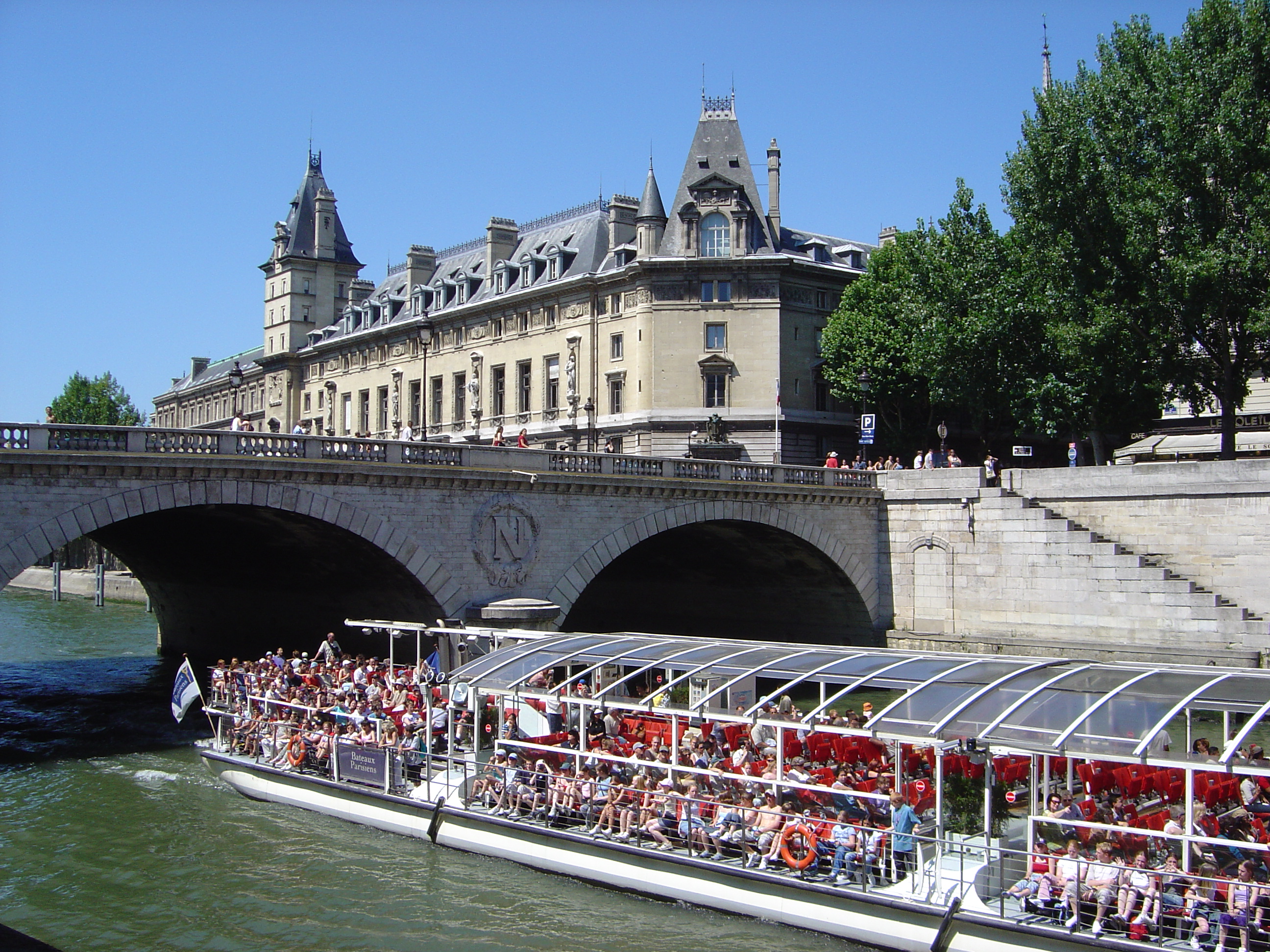
Bateau-Mouche và cầu Saint-Michel
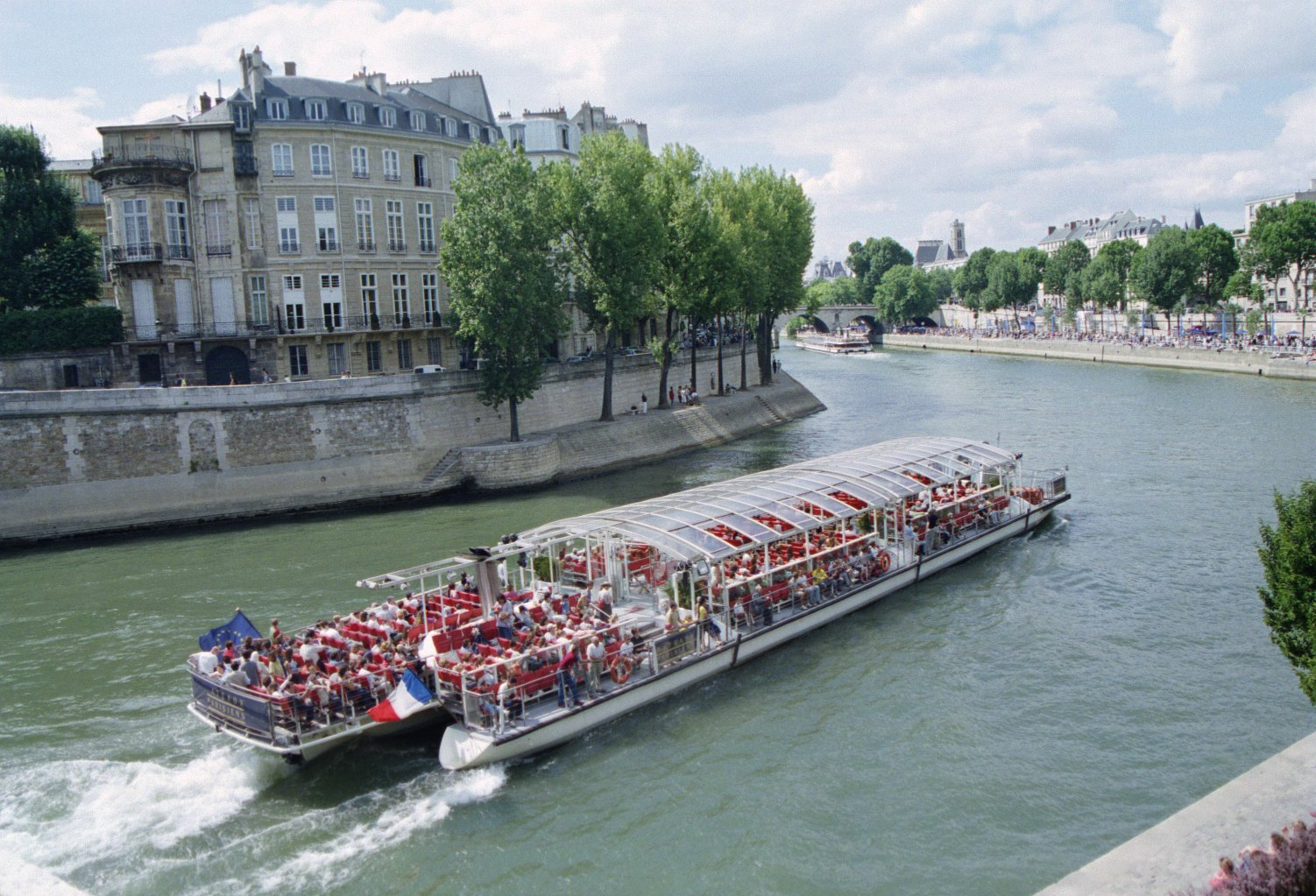
Bateau-Mouche
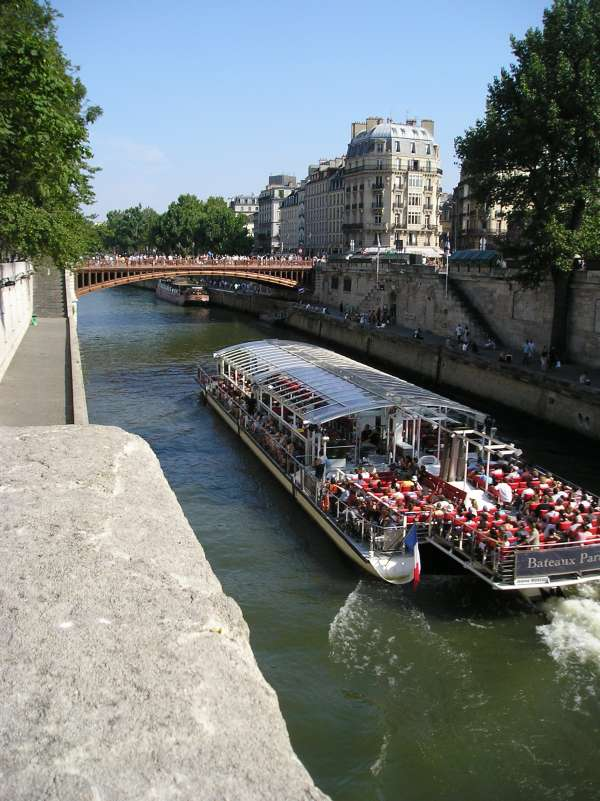
Bateau-Mouche chuẩn bị chạy qua cầu Arcole